# 라온 (중이온가속기)
라온(영어: RAON)은 기초과학연구원(IBS) 산하로써 중이온가속기건설구축사업단(RISP)에 속한 대한민국의 입자 가속기이다. 세종특별자치시와 이웃하는 대전광역시의 외곽 부분인 신동지구에 건설 중이다. 2021년 완공 예정이었으나 2025년으로 연기되었다.

## 이름
온라인 실험을 위한 희귀 동위원소 가속기 지구(Rare isotope Accelerator complex for ON-line experiment) 또는 라온(RAON)은 2012년 9월 20일부터 10월 7일까지 접수된 공모작 중에 선정되었다. 라온은 '즐거운', '기쁜'을 뜻하는 고유어 단어이다. 639편 가운데 '라온하제(기쁜 내일)'라는 순우리말을 바탕으로 선정되었지만 쉬운 발음을 위해 줄여졌다. 라온은 배에 원소 번호 41과 나이오븀이 써 있는 라온 가속기의 화학 원소 마스코트 이름이기도 하다.

## 유형
라온은 온라인 동위원소 분리방식(ISOL)과 비행파쇄방식(IF)을 모두 사용할 최초의 중이온 입자 가속기이다. 이 초전도성 선형 가속기는 최대 빔 출력이 400 kW이며, 발사체 파쇄는 IF 방식의 200 MeV/u 우라늄 빔이다. ISOL 방식은 70 kW의 H- 사이클로트론이다.
프로젝트가 복잡하기 때문에 라온 연구진들은 다른 많은 가속기 연구 단체와 협력하고 있는데, CERN, 페르미 연구소, TRIUMF, 이화학 연구소 등이다.
연구 비용은 1조 4523억 원으로 예상되며, 4602억 원은 장치 구축, 6350억 원은 시설 건설, 3571억 원은 토지 구매에 사용된다. 부지는 652,066 m2이고 연면적은 130,144 m2이다. 신동에 건설되는 주요 가속기 장소 이외에도, RISP는 유성구에 ISOL 오프라인 시험 시설, 카이스트 문지 캠퍼스, 그리고 가속기 및 ICT 빌딩은 고려대학교 세종캠퍼스에 있다.

## 연구

### 핵과학
라온의 연구 범위는 원소의 기원, 별의 진화, 핵의 힘과 구조, 핵반응, 핵물리학 이론 등이 있다.

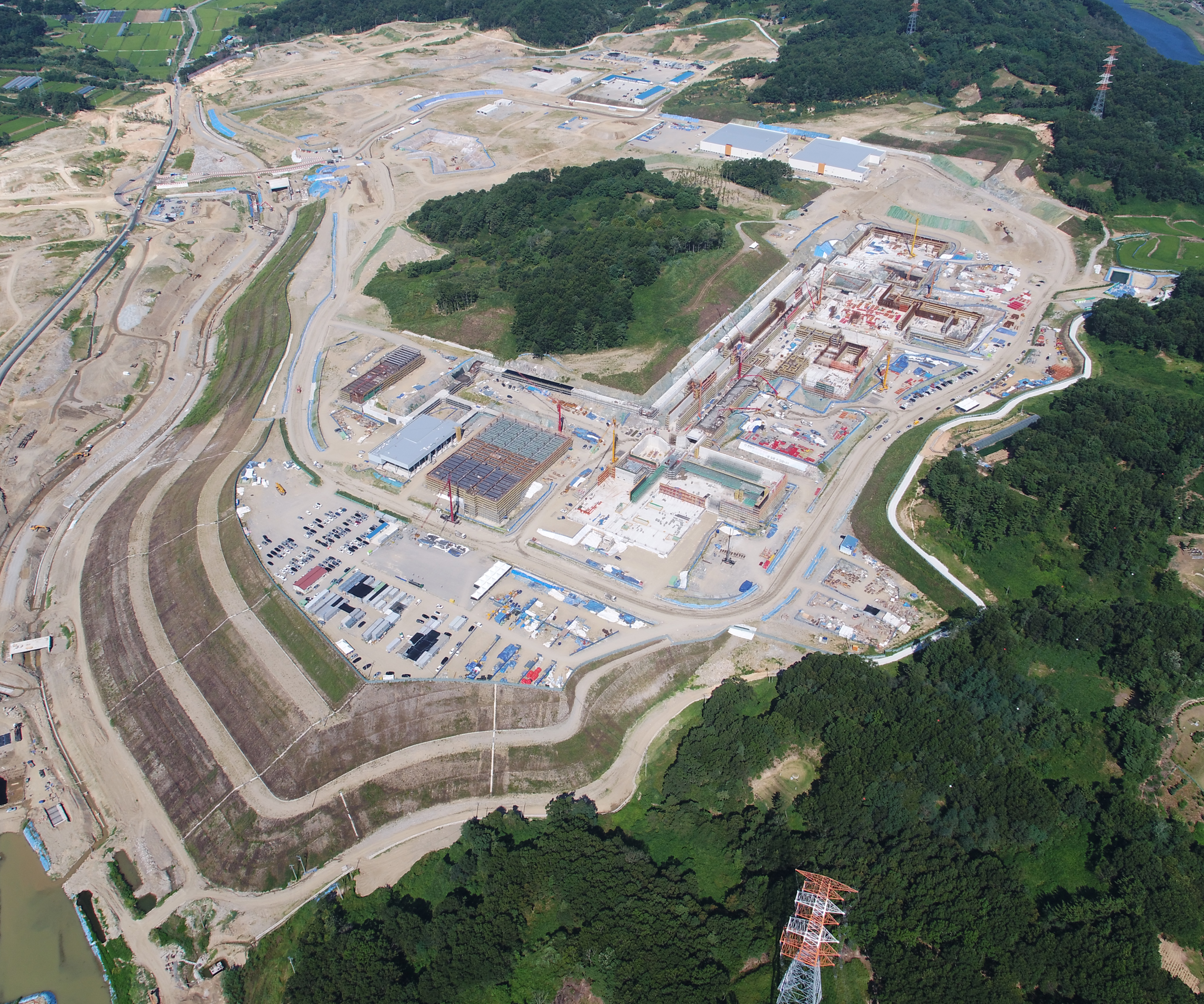
2018년 8월 18일 현장

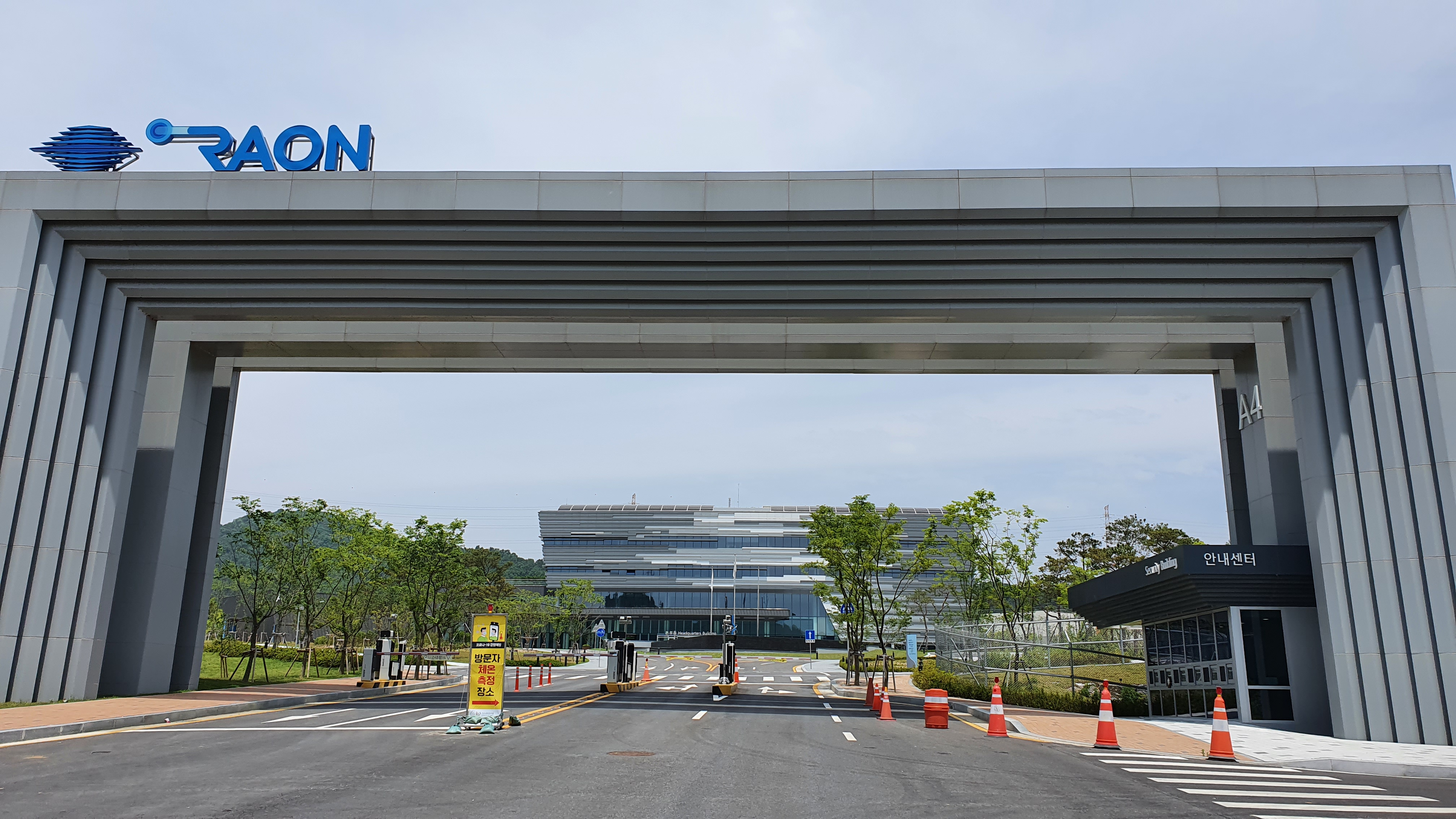
RAON 시설의 입구

- 되튐 분광 장치 (KOrea Broad acceptance Recoil spectrometer and Apparatus, KOBRA): 핵의 구조와 희귀 동위원소의 발생을 희귀 동위원소와 안정적인 원자의 핵 충돌을 통해 연구한다.
- 대수용 다목적 핵 분광 장치 (Large Acceptance Multi-Purpose Spectrometer, LAMPS): 물질의 고밀도 상태를 중성자가 많은 희귀 동위원소들의 충돌을 통해 관찰한다.
- 핵 데이터 생산 장치 (Nuclear Data Production System, NDPS): 희귀 동위원소 핵의 물질과 고속 중성자에 대해 정확한 원자핵 반응 데이터를 수집한다.

### 원자 및 분자 과학
이 분야에서 희귀 동위원소의 질량을 정확히 측정하고, 핵 조정 기술을 개발하며, 원자 구조에 대한 미세측정 기술을 발전시키고, 기초 물리학의 상수를 정확히 측정하려는 데에 목표가 있다.
- 질량 측정 장치 (Mass Measurement System, MMS): 희귀 동위원소를 분류하고 정확한 질량 측정으로 새로운 원자를 찾는다.
- 동축 레이저 분광 장치 (Collinear Laser Spectroscopy, CLS): 희귀 동위원소를 분류하고 각각의 형태와 원자 에너지 준위로 원자핵 특성을 알아낸다.

### 물성과학
뮤온의 물리적 특성을 측정하고, 반도체, 나노 자성체, 고온 초전도체, 위상절연체 같은 신물질의 특성을 연구하려고 한다.
- 뮤온 스핀 완화기 (Muon Spin Relaxation, μSR): 국소적 전자기 특성을 측정해서 초전도성, 나노 자성, 절연성을 규명하기 위해 뮤온을 사용한다.

### 의생명 과학
희귀 동위원소의 특성을 연구해 암 치료에 사용하려고 한다.
- 빔 조사 장치(Beam Irradiation System, BIS): 생체 조직을 중이온 또는 희귀 동위원소 빔에 조사하여 선택적으로 세포를 파괴하고 DNA를 변형해서, 암치료, 육종 등 의생명 기술을 개발한다.

## 계획
한국형 중이온가속기는 기초 핵물리학에서 희귀 동위원소 핵을 이루는 핵자들 간의 상호작용을 탐구하여 강한 상호작용에서의 핵력의 본질을 규명하는 것을 기본 목표로 하는 입자 가속기이다. 물성과학과 의생명과학에 대한 응용 연구 또한 목표로 하고 있다.

### 타임라인
- 2009: 국가과학기술위원회에서 중이온가속기건설구축사업단(RISP)을 포함하는 국제과학비즈니스벨트(ISBB)를 확정했다.
- 2010: 중이온가속기 구축 사업 계획이 6월에 완료되었다.[20]
- 2011: 개념설계(CDR)가 2월에 완료되었다. 중이온가속기건설구축사업단이 공식적으로 출범했다.[21][20]
- 2012: 중이온가속기구축사업 기본계획이 수립되었다. 10월에 가속기의 이름이 RAON으로 정해졌다.
- 2013: 6월에 상세설계(TDR)가 완료되었고,[20] 기본계획이 1차 변경되었다.
- 2014: 기본계획이 4월에 확정되었고[20] 기본설계가 12월에 착수했다.
- 2015: 기본계획이 4월에 2차 변경되었고,[20] 건설 사업 기본설계가 12월에 완료되었다.
- 2018: RAON 설치가 시작했다.[1]
- 2020: 건물 시공이 완료됐다.[1]
- 2025: RAON이 완공된다.[5]

## 갤러리

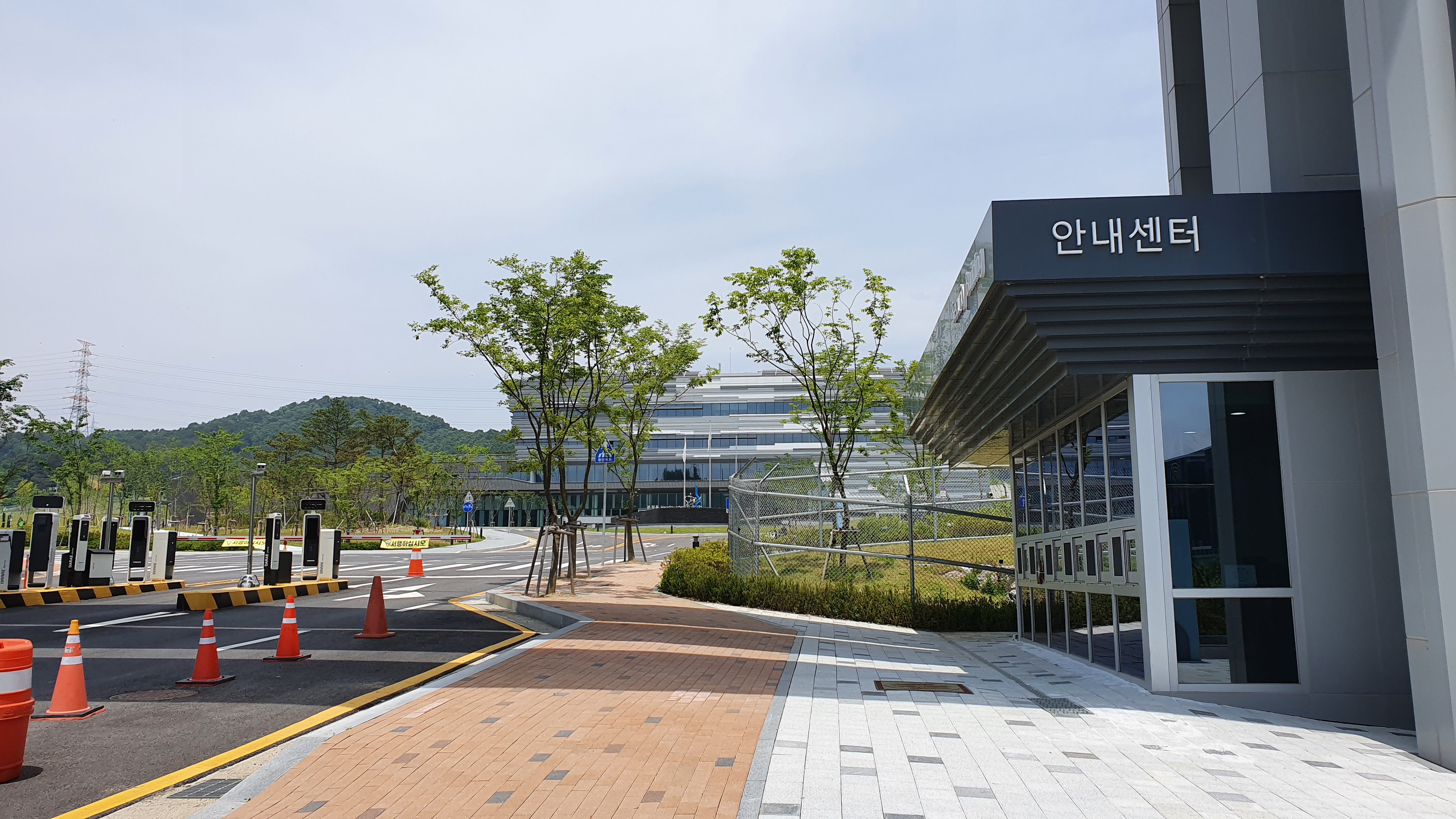
RAON 본부동 & 안내센터
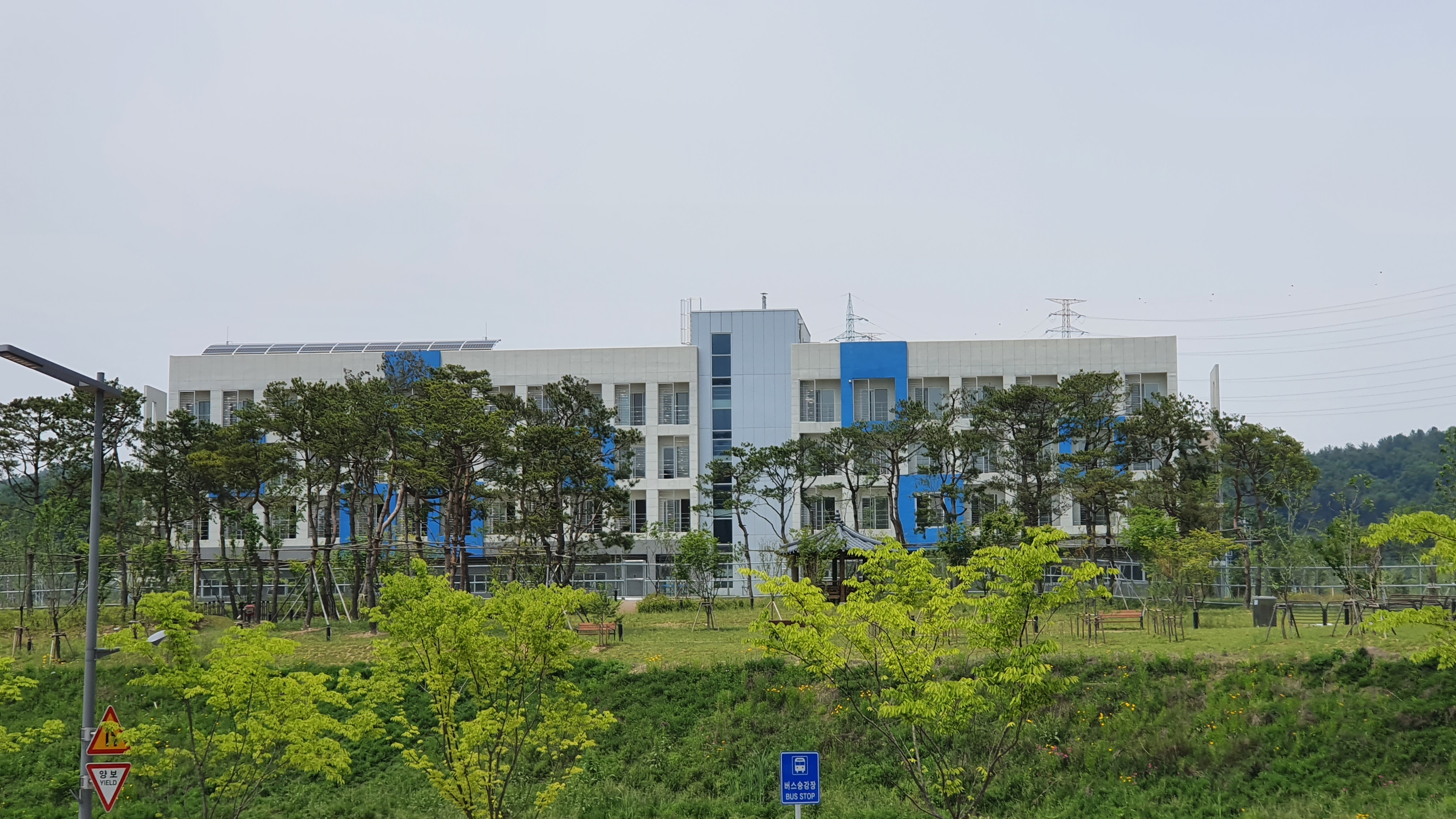
RAON 이용자숙소동
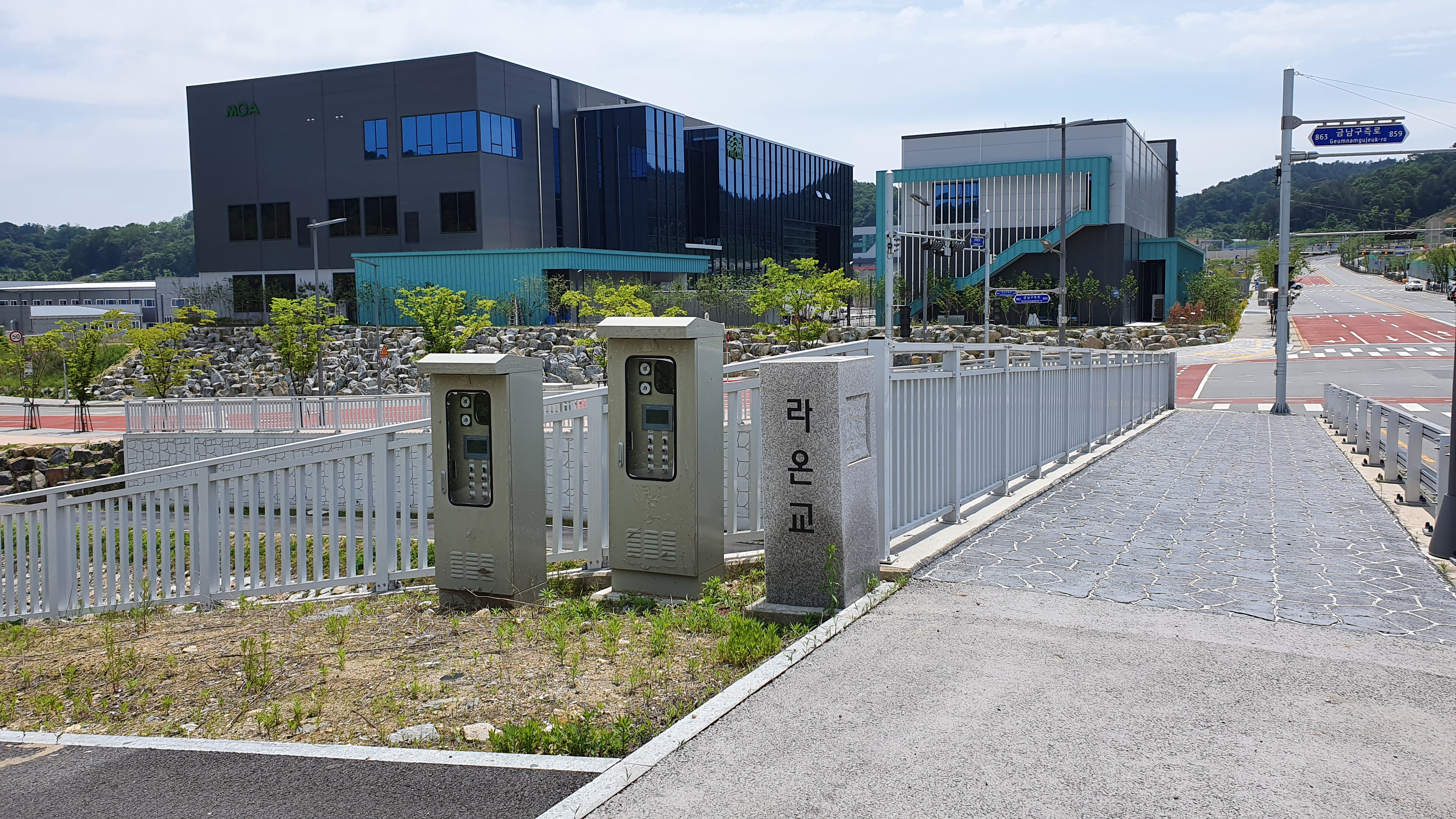
라온 시설 앞의 라온교
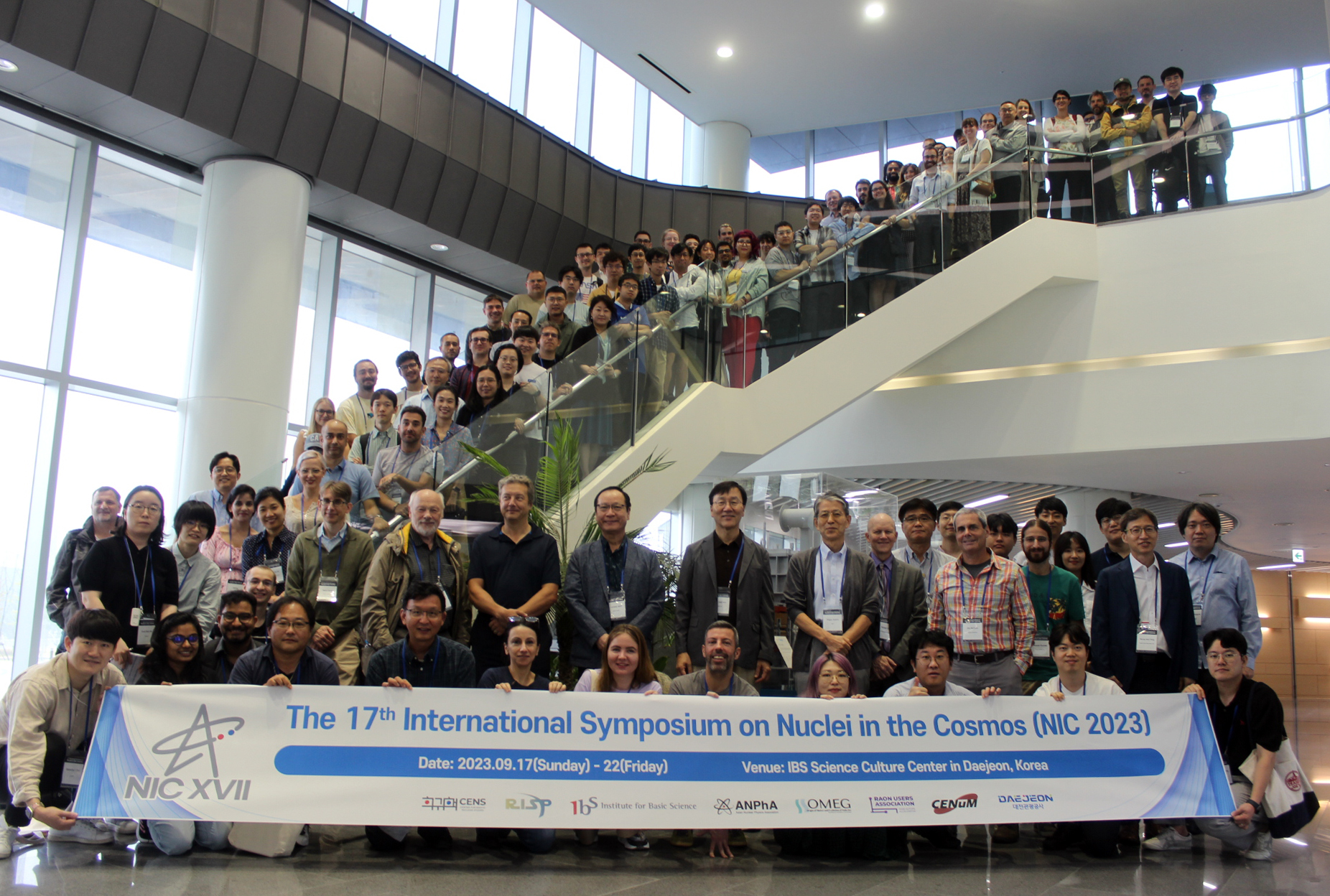
라온(RAON)으로 여행 중인 NIC-XVII 참가자들.

## 같이 보기
- 국제과학비즈니스벨트
- 대덕연구개발특구
- 입자 가속기